# Hrvatski dušobrižnički ured u Njemačkoj
Hrvatski dušobrižnički ured u Njemačkoj (njem. Kroatenseelsorge in Deutschland) je ured triju biskupskih konferencija (Njemačke, Hrvatske i Bosne i Hercegovine) koji je odgovoran za komunikaciju među tim biskupskim konferencijama, za upravne poslove i koordiniranje pastoralnim radom u hrvatskim katoličkim misijama u Njemačkoj. Ured je ujedno sjediste delegata za hrvatsko dušobrižništvo u Njemačkoj.

## Djelovanje
Hrvatski dušobrižnički ured između ostalog organizira razne pastoralne skupove, sastanke i seminare na područnoj i saveznoj razini. U to spadaju: hodočašća, duhovne vježbe za svećenike i đakone, seminari daljnje izobrazbe za pastoralne suradnice/-ke, područni pastoralni sastanci, pastoralni godišnji skupovi, susreti mladeži, biblijske olimpijade, folklorni festivali, susreti crkvenih zborova mladih i odraslih te susreti hrvatskih studenata u Njemačkoj.
Aktivnosti:
- Hrvatski katolički susreti mladih
- Biblijska olimpijada
- Hrvatski folklorni festival odraslih
- Hrvatski folklorni dječji festival
- Susreti hrvatskih studenata
- Susreti crkvenih zborova

## Izdanja
Od 1978. godine Hrvatski dušobrižnički ured u Frankfurtu izdaje mejesečno list hrvatskih katoličkih zajednica u Njemačkoj Živa zajednica. List na hrvatskom i njemačkom jeziku informira o životu u hrvatskim katoličkim zajednicama u Njemačkoj i donosi zanimljive članke s temama o vjeri, kulturi, nacionalnoj povijesti i hrvatskom jeziku.
Ured objavljuje dvojezične ili jednojezične zbornike radova s pastoralnih skupova hrvatskih pastoralnih djelatnika iz Zapadne Europe u nizu Diaspora croatica.
Redovito izlazi i hrvatski adresar Vodič s adresama svih hrvatskih katoličkih misija u Europi i prekomorskim zemljama, svih hrvatskih socijalnih radnika u savjetovalištima njemačkog Caritasa i s adresama mnogih drugih karitativnih i crkvenih ustanova.
Hrvatski dušobrižnički ured iz Frankfurta na Majni svake godine objavljuje jednolisni Hrvatski katolički kalendar.

## Delegati
Delegati (naddušobrižnici) za hrvatsku pastvu u Njemačkoj:
- vlč. Andrija Kordić, Mostarsko-duvanjska biskupija (1946. – 1951.)
- dr. fra Dominik Šušnjara, Franjevačka provincija Presvetog Otkupitelja – Split (1951. – 1971.)
- fra Bernard Dukić, Franjevačka provincija Presvetog Otkupitelja – Split (1971. – 1997.)
- fra Josip Klarić, Franjevačka provincija Presvetog Otkupitelja – Split (1997. – 2003.)
- fra Josip Bebić, Franjevačka provincija Presvetog Otkupitelja – Split (2003. – 2010.)
- vlč. Ivica Komadina, Mostarsko-duvanjska biskupija (2011.- do danas)

## Vanjske poveznice
- Hrvatski dušobrižnički ured u Njemačkoj službene stranice